# Nagy-Britannia és Írország Egyesült Királysága
Nagy-Britannia és Írország Egyesült Királysága (angolul: United Kingdom of Great Britain and Ireland) volt a hivatalos neve a mai Egyesült Királyság (teljes nevén United Kingdom of Great Britain and Northern Ireland, azaz „Nagy-Britannia és Észak-Írország Egyesült Királysága”) elődjének 1801. január 1. és 1927. április 12. között.
Az új állam az az Angol Királyság és a Skót Királyság 1707-es egyesítésével létrehozott Nagy-Britannia (Egyesült) Királyságának, illetve az Ír Királyságnak 1801-es egyesüléséből jött létre.
Miután az 1921-ben kötött angol–ír szerződés életbe lépett (1922. december 6.), a Nagy-Britannia és Írország Egyesült Királysága hivatalos név még évekig használatban maradt, amíg egy 1927-ben meghozott törvényben Nagy-Britannia és Észak-Írország Egyesült Királyságára nem változtatták.
Az 1922-ben elszakadt terület mai neve Írország vagy Eire (bár gyakran említik Ír Köztársaság néven is, hogy megkülönböztessék az Ír-szigettől.

## Eredete
A két királyság egyesítése az 1798-as ír felkelést követte, amely megrengette az írországi protestáns dominanciát. A felkelést a kormány vérbe fojtotta, a terror áldozatainak száma elérhette a harmincezret. A felkelés előtt az ír népesség túlnyomó részét kirekesztették a gazdasági- és közéletből, vagy szerepüket korlátozták. A londoni kormányzat annak a felfogásnak a jegyében vette napirendre az egyesítést, hogy a rossz helyi kormányzás ugyanannyira hozzájárult a felkelés kirobbanásához, mint a lázadók erőfeszítései.
Az egyesítés elejét vette egy esetleges alkotmányos válságnak is, hiszen ebben az időszakban már megromlott III. György király mentális egészsége, és amíg két külön királyság létezett, helyette a két országban elvileg két különböző régens is hatalomra kerülhetett volna.